# Bingen am Rhein
Bingen am Rhein este un oraș din landul Renania-Palatinat, Germania.